# (4570) Runcorn
(4570) Runcorn (1985 PR) – planetoida z pasa głównego asteroid okrążająca Słońce w ciągu 3,26 lat w średniej odległości 2,2 j.a. Odkryta 14 sierpnia 1985 roku.